# Brukssamhälle

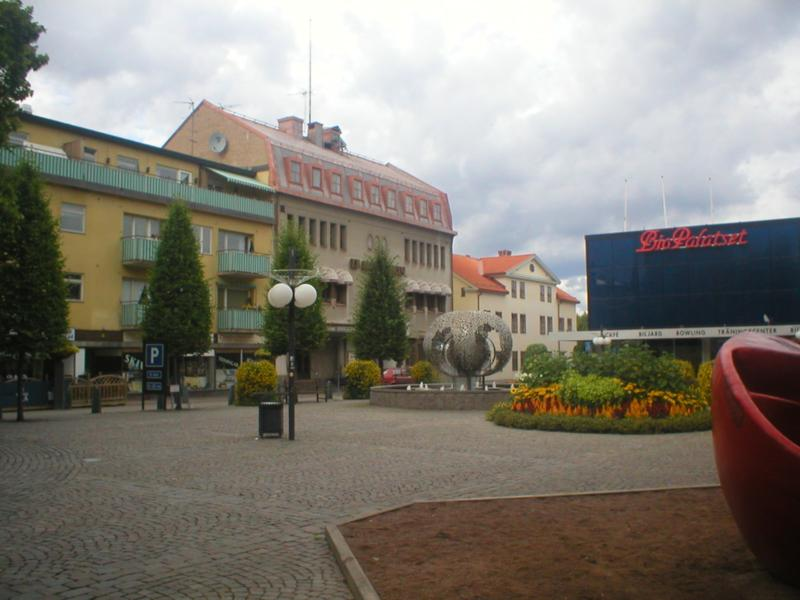
Sveatorget i Borlänge 2008. Borlänge är en stad som vuxit upp kring Stora Kopparbergs Bergslags AB:s stål- och pappersindustrier. Staden kan kallas både bruksort och industriort.

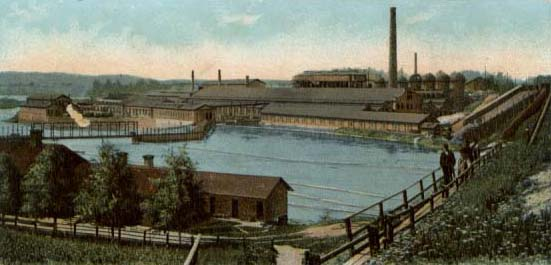
Domnarvets jernverk i Borlänge, Vykort 1900.

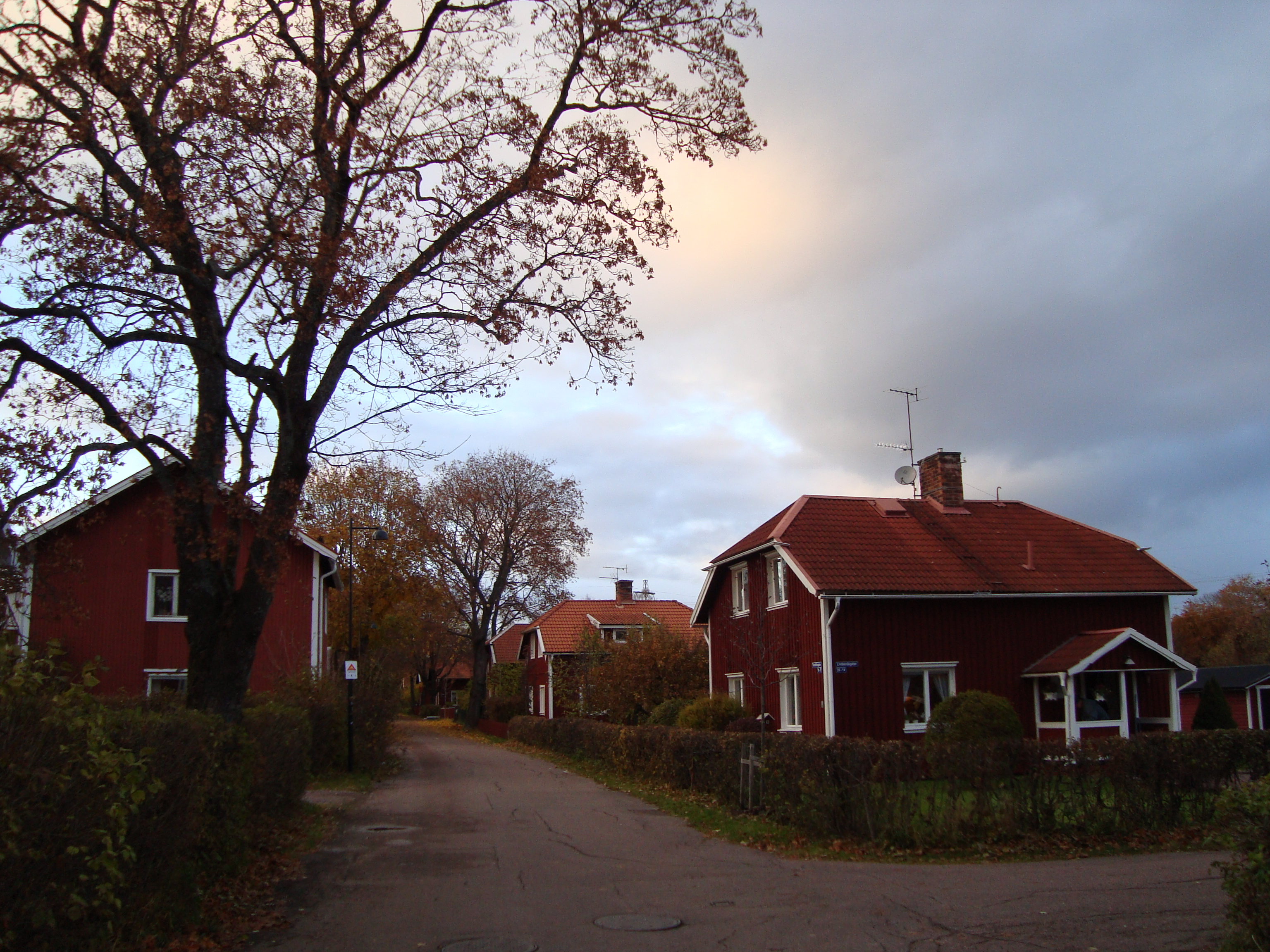
Stadsdelen Bergslagsbyn i Borlänge, ett bostadsområde byggt 1915-20 för anställda vid Domnarvets jernverk.

Bruksort eller brukssamhälle är ett mindre samhälle uppbyggt kring en dominerande industri, ett bruk. Termen används vanligen om de svenska orter som från 1600- till 1800-talen växte fram runt framför allt järn-, pappers- och glasbruk.
Industriort eller industrisamhälle är ett samhälle eller stad som växt fram kring en fabrik under den industriella epoken från slutet av 1700-talet och framåt. Dessa samhällen kan vara bruksorter som har expanderat eller samhällen som formats kring en nyanlagd industri. 
Enligt Svenska Akademiens ordbok förekommer ordet industriort först vid slutet av 1800-talet. Ordet bruk är belagt sedan 1500-talet.

## Sverige
I Sverige har många bruksorter rötter i äldre tiders järnverk. Från och med 1600-talet uppstod samhällen på landsbygden kring en stångjärnshammare. Under 1800-talet växte på samma sätt samhällen upp omkring pappers-, massa- och glasbruken. Vid sidan av landsbygdens byar och de små städerna utgjorde brukssamhällena en mycket särpräglad samhällsmiljö. 
Bergslagen och Småland är två regioner som ännu är kända för sina bruksorter. Idag finns få levande bruksortsmiljöer kvar i Sverige, men i Småland finns fortfarande ett antal brukssamhällen skapade kring glasbruk (se separat artikel om  Glasriket). Även många av de äldre bruksorterna i Bergslagen och vallonbruken i Uppland har välbevarade bruksmiljö där turistnäring bedrivs, till exempel Engelsbergs bruk, Gimo bruk, Forsmark och Österbybruk.

## Österbybruk: ett typiskt brukssamhälle
Österbybruk, anlagt på 1600-talet, är ett bra exempel på ett gammalt svenskt brukssamhälle. Vallonbruket Österbybruk bedrev järnhantering samt skogs- och jordbruk. Bruket ligger vid en å och damm där man kunde ta vara på vattenkraften som energikälla. På bruket bodde och arbetade brukspatron, bokhållare, smeder, hantverkare, präst och lärare med sina familjer. Bruket är anlagt som en mindre stad med kyrka, skola, park, arbetarbostäder, direktörsbostad (herrgården) och arbetsplatser.

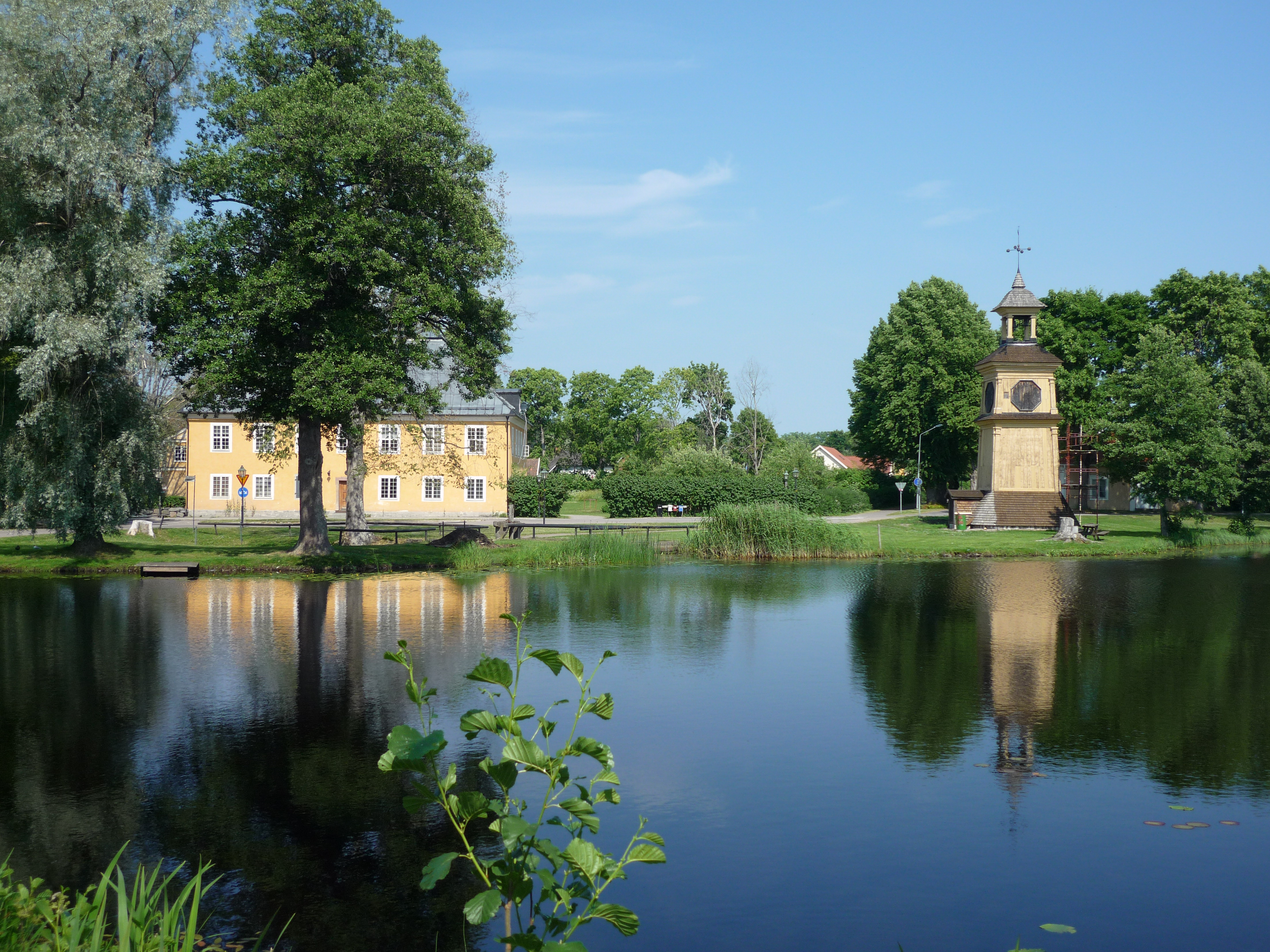
Herrgårdsdammen.
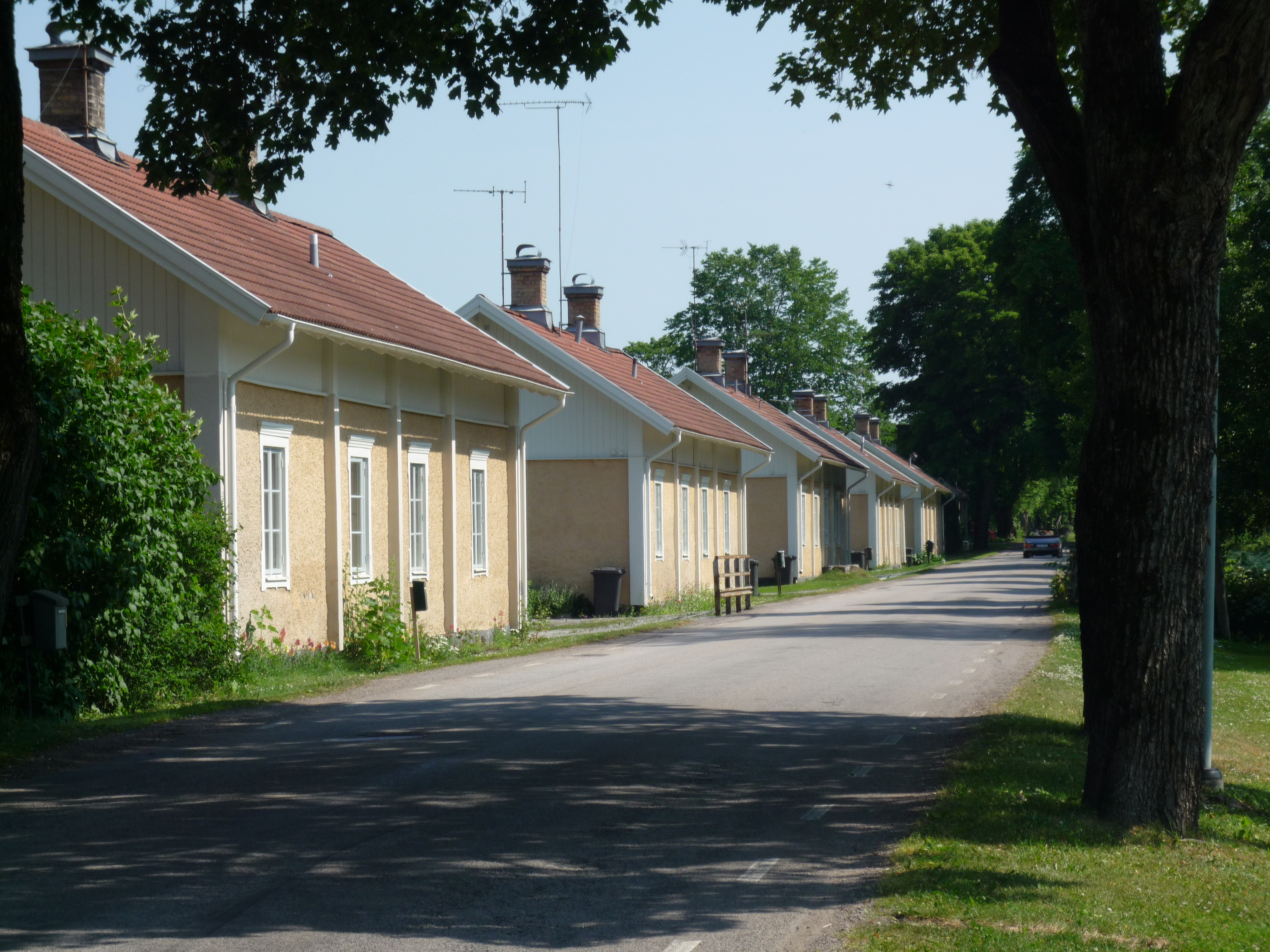
Arbetarbostäder.
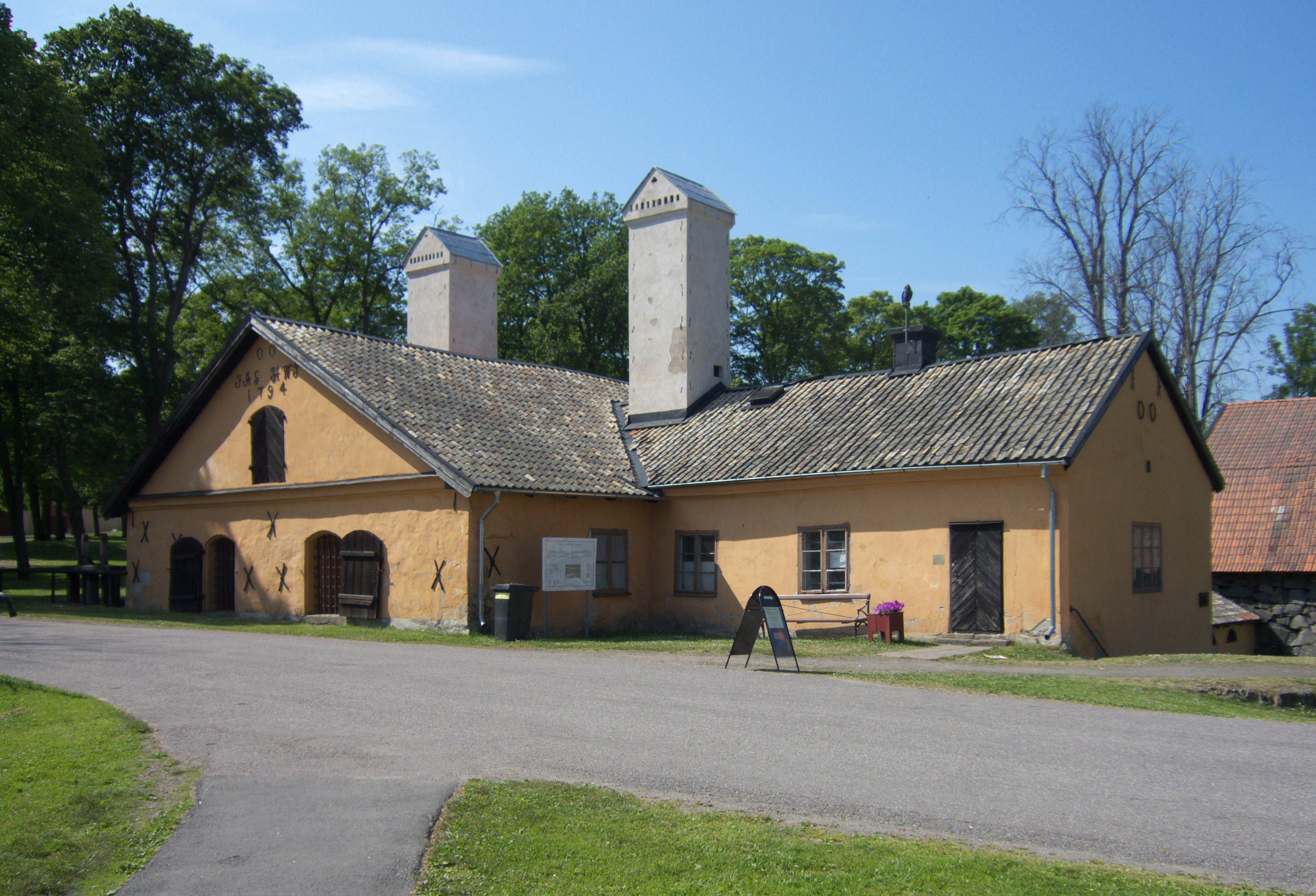
Vallonsmedjan.
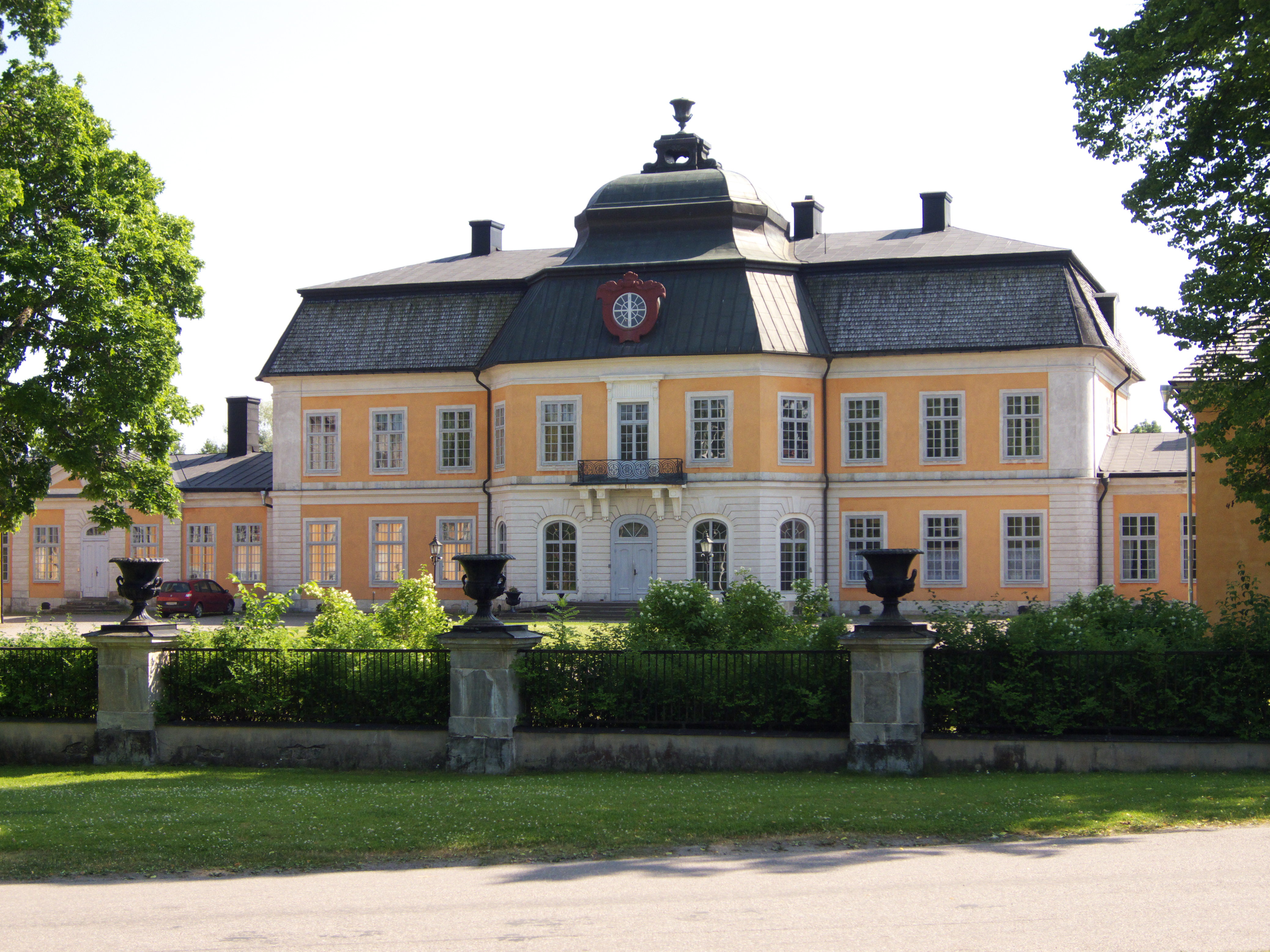
Österbybruks herrgård.

## Exempel i andra länder
På engelska kallas bruksort/industriort för mill town. Termen härstammar från 1700-talet då ångmaskinen uppfanns och den engelska textilindustrin byggde en mängd stora fabriker för förädling av bomull. En av de mest kända textilstäderna är Manchester. Ett annat begrepp, med delvis annan betydelse, är company town.
Termen Mill town används även i USA, framförallt om de orter i New England där industrier anlades på 1800-talet.
En mycket speciell bruksort/industriort är franska Arc-et-Senans som ligger i Doubs i östra Frankrike. Arc-et-Senans anlades som en bruksort för de Kungliga saltbruken på uppdrag av Ludvig XV. Arkitekten Claude-Nicolas Ledoux ritade en ambitiös och innovativ stadsplan som påbörjades 1775 men endast en liten del av planen förverkligades. De ståtliga byggnader som färdigställdes blev 1982 klassade som ett av Unescos världsarv. 
Nowa Huta utanför Kraków är ett exempel på en kommunistisk industriort. Den planerades och byggdes runt 1950 som en idealstad för arbetare i den nya Folkrepubliken Polen. Vid sidan av stålverket Vladimir Lenin uppfördes ett bostadsområde med en centralistisk stadsplan och för epoken ovanligt stiliga hyreshus.

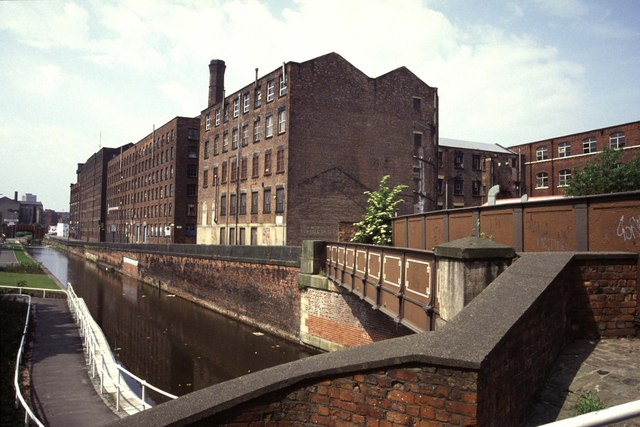
Ancoats Mills i Manchester, foto 1992
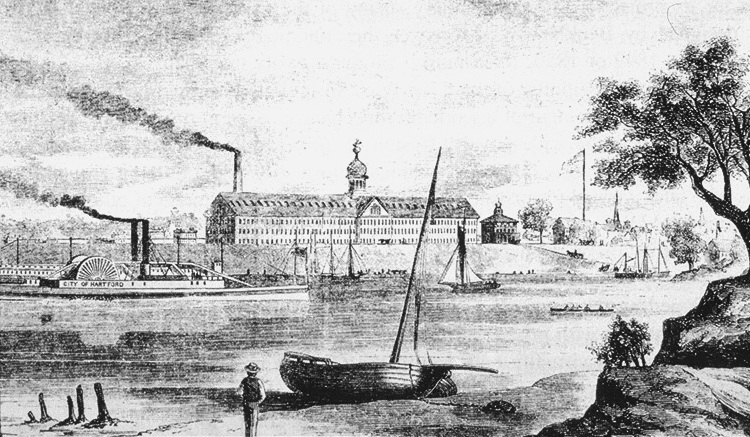
Vapenfabriken Colt Armory i Hartford, Connecticut, USA, 1857
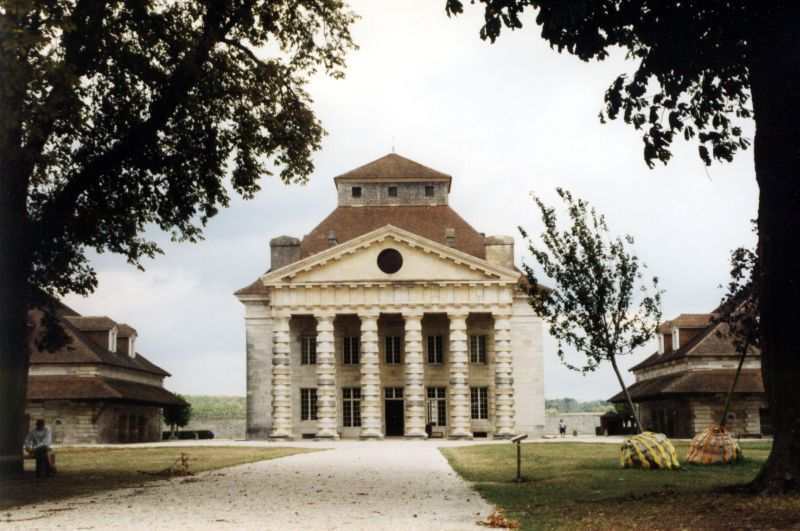
Direktörsbostaden i Arc-et-Senans, byggd 1775.

## Kända bruksbygder
- Bergslagen
- Glasriket i Kronobergs och Kalmar län
- Järnriket Gästrikland
- Norrlandskustens träindustrier, särskilt Medelpad
- Textilindustrierna i Säveåns dalgång i Västergötland
- Upplands vallonbruk
- Värmlands järnbruk

## Välbevarade bruksortsmiljöer
- Degerfors
- Forsmark
- Gimo
- Gysinge
- Hissmofors
- Högbo
- Kolsva
- Nyby bruk
- Olofsfors
- Pershyttan/Nora
- Skultuna
- Söderfors
- Vedevåg
- Åfors